# Dixon (Wyoming)
Dixon város az USA Wyoming államában, Carbon megyében. Lakosainak száma 74 fő (2020. április 1.).

## Népesség
A település népességének változása:

| 2010 | 97 |
| 2020 | 74 |